# Parc maritime de la Victoire
Le parc maritime de la Victoire est un parc public situé sur l'île Krestovski à Saint-Pétersbourg en Russie. Le parc d'attractions Divo Ostrov y est situé.